# L'Estany
L'Estany è un comune spagnolo situato nella comunità autonoma della Catalogna.